# (22291) Heitifer
(22291) Heitifer est un astéroïde de la ceinture principale.

## Description
(22291) Heitifer est un astéroïde de la ceinture principale. Il fut découvert le 2 février 1989 à Tautenburg par Freimut Börngen. Il présente une orbite caractérisée par un demi-grand axe de 3,19 UA, une excentricité de 0,12 et une inclinaison de 17,8° par rapport à l'écliptique.

## Compléments